# 디도서 1장
디도서 1장은 신약 성서 중 디도서의 첫 번째 장이다. 이 편지는 일반적으로 마케도니아 속주의 니코폴리스에서 사도 바울에 의해, 크레타 섬의 디도에게 쓰여진 것으로 간주되지만, 1세기경 바울이 사망한 후에 익명의 신자에 의해 쓰여졌다는 의심이 존재한다. 이 장은 디도에 대한 문안인사와, 속이는자들에 대한 방침이 담겨있다.

## 본문
원문은 코이네 그리스어로 기록되었다. 16개의 절로 나누어졌다.

### 문헌 자료
이 장이 포함된 초기 원고들은 다음과 같다.
- 파피루스 32 (~AD 200)(11~15 절)
- 코덱스 시나이티쿠스 (330-360)
- 알렉산드리아 사본 (400-440)
- 에브라임 재생 사본 (~450)(3-16절)
- 후리어 사본 (~ 450)(1-3, 10-11절)
- 클라로몬타누스 사본 (~550)
- 코이슬리니아누스 사본 (~ 550)(1-3, 15-16절)

## 개회 인사 (1:1-4)
디도서는 바울 서신중에서 가장 길고 복잡한 서두를 가지고 있다.

### 1~3절
1 하나님의 종이요 예수 그리스도의 사도인 나 바울이 사도 된 것은 하나님이 택하신 자들의 믿음과 경건함에 속한 진리의 지식과  2영생의 소망을 위함이라 이 영생은 거짓이 없으신 하나님이 영원 전부터 약속하신 것인데  3자기 때에 자기의 말씀을 전도로 나타내셨으니 이 전도는 우리 구주 하나님이 명하신 대로 내게 맡기신 것이라.
바울은 이 서두에 복음의 요약을 담고있으며, 하나님의 구원의 계획에 '하나님은 거짓말하지 않으신다'는 사실로 방점을 찍는다.

### 4절
같은 믿음을 따라 나의 참 아들 된 디도에게 편지하노니 하나님 아버지와 그리스도 예수 우리 구주로부터 은혜와 평강이 네게 있을지어다.
- "참 아들"(KRV, KJV : "mine own son", 그리스어 : γνησίῳ τέκνῳ, gnēsiō teknō): 디모데전서 1:2, 빌레몬서 1:10을 보라.[9]
- "같은 믿음을 따라"(KRV, KJV : "After the common faith", 그리스어 : κατὰ κοινὴν πίστιν  ·; kata koinēn pistin ) : 바울은 "하나님의 사람들에게 공통된 믿음"을 덕으로, 유대인이 아닌 이방인 디도를 "참 아들"로 삼았다.(베드로후서 1:1, 유다서 1:3).[9]
- "은혜와 평강"(KJV : "Grace, mercy, and peace", 그리스어 : χάρις ἔλεος εἰρήνη  ; charis, eleos, eirēnē ) : 초기 원고 일부는 여기에 자비(mercy)라는 단어를 포함하고있고 (디모데전서 1:2, 디모데후서 1:2 참조), 킹 제임스 성경 역시 이를 따르고 있다. 그러나 또다른 원고들은 이를 생략하고 있는데, 한국의 역본들과 ESV, NIV, RSV, NASB 등 대부분의 영역본은 이를 따른다. 목회서간(디도서, 디모데전서, 디모데후서)에 이와 유사한 구문들이 등장한다.[9]

## 직분의 임명 (1:5-9)
디도에 대한 바울의 지시사항은 디모데전서 3장에서 볼 수 있는 디모데에 대한 지시사항과 유사하지만, 크레타의 독특한 상황에 기초한 몇 가지 중요한 차이점이 존재한다.

### 5절
내가 너를 그레데에 남겨 둔 이유는 남은 일을 정리하고 내가 명한 대로 각 성에 장로들을 세우게 하려 함이니
- "그레데(크레타)": 바울이 로마로 향할 때 사도행전 27장에 언급된 지중해의 한 섬.[5]

## 속이는자들에 대한 지시사항 (1:10-16)

### 12절
그레데인 중의 어떤 선지자가 말하되 그레데인들은 항상 거짓말쟁이며 악한 짐승이며 배만 위하는 게으름뱅이라 하니.
- "그레데인 중의 어떤 선지자": 에피메니데스가 그의 시에서 사용한 문장을 인용한 것으로 , 에피메니데스가 크레타 섬의 크노소스 출신이었기 때문에 "그레데인 중"이라 한 것이다. 전설에 의하면 어느날 에피메니데스의 아버지가 그를 들판의 양떼에게 보냈는데, 정오에 에피메니데스가 동굴로 변해서 57년동안 잠들어있었다고 한다.[13] "선지자"라는 명칭은 크레타에 유페테르의 예언자(선지자)들이 있었고,[14] 에피메니데스가 그들 중 하나였을 것으로 추정되기 때문이다. 선지자이라는 단어는 종종 이교도의 사제들을 가리키는 명칭으로도 사용되었는데, 열왕기상 18:19바알과 아세라의 사제들을 선지자라고 일컫는 것을 볼 수 있다. 에피메니데스는 신으로부터 영감을 받은 사람으로 여겨졌었는데, 아풀레이우스(Apuleius)[15]는 그의 시들을 보고서 훌륭한 점쟁이로, 라에리투스(Laeritus)는 앞으로 올 많은 일들을 예측한 아주 유능한 예언가로 평가하였다. 따라서 베드로후서 2:16에서 발람을 선지자라 기술한 것과 마찬가지로, 이방신의 총애를 받았다고 여겨졌던 에피메니데스를 선지자라고 기술한 것이다. 이에 더해 이 인용문은 "크레티카(Κρητικά)"라는 제목의 시에서 인용되었으며, 그 당시에는 시인을 선지자라 부르는 것을 흔히 발견할 수 있었다. 바울은 이러한 까닭에서 선지자라는 단어를 사용한 것이다.[16]
- "그레데인들은 항상 거짓말쟁이며": 에피메니데스는 인간 본성이 공통적으로 가지고 있는 악함의 예시로 크레타인의 삶을 들었다. 여기서 거짓말이 "항상" 크레타인의 삶을 지배하고 있었다는 것의 예시로, 유피테르의 아들인 미노스의 무덤을 유피테르의 무덤이라고 하며 자신들에게 유피테르의 무덤이 있다고 주장하던 것을 든다. 이는 크레티카에서 볼 수 있다. 칼리마쿠스(Callimachus)는[17] 다른 이유로 에피메니데스의 표현을 빌려 크레타인들을 거짓말쟁이라 하는데, 유피테르는 불멸자이기 때문의 그의 무덤이 있다고 주장하는 것이 바로 그 까닭이다. 칼리마쿠스는 크레타인의 거짓말은 국가와 민족적인 죄악이라고 에피메니데스보다도 강하게 비난한다.[18] 아비드(Ovid)는[19] 크레타를 "mendax Creta"라고 했는데, 이는 '거짓말하는 크레타'라는 의미이다. 따라서 그리스인들에게 "크레타"는 거짓말쟁이의 대명사와 같은 것으로, 이보다 더 악하거나 신으로부터 더한 증오를 사는 죄악은 없었다. 이러한 까닭에서 에티오피아에서는 "그레데인" 대신에 "위선자"라고 읽는다.[16]
- "사악한 짐승":  맹수를 양 같은 동물과 구별하기 위해 사용한 표현으로, 창세기 37:20, 37:33의 악한 짐승과 같은 의미이다.[16] 아크레타인들이 사냥에 능했다고 평가받았던 것[18]을 고려했을 때, 아마도 이러한 짐승들이 크레타에서 서식했을지도 모른다. 이러한 까닭에 크레타출신의 한 선지자는 그들의 잔학함을 맹수에 비교하고 있다. 고린도전서 15:30 역시 박해자들을 짐승에 비유하고 있는데, 거짓선지자는 인간의 정신을 잔학하게 파괴하고 중독시킨다는 점에서 이러한 비유를 사용하는 것이 적절하다.[16]
- "배만 위하는 게으름뱅이": 바울은 에피메니데스의 표현을 빌려 예수가 아닌 자신의 위장이 마치 신인 것처럼 폭음과 폭식, 술취함을 저지르고, 일은 하지 않고 다른 사람의 빵을 먹는 게으른 크레타인들에게 사용한 것이다.[16]

## 같이 보기
- 크레타
- 장로 (기독교)
- 디도
- 관련된 성경구절 : 디모데 전서 3장